# هاو وود
هاو وود (به انگلیسی: How Wood) روستایی در میان شهرهای سنت‌آلبنز و واتفورد انگلستان واقع است . پارک برهنگی اسپیل‌پلاتز  در این شهر قرار دارد .